# Підземне сховище Конвей (NCRA)
Підземне сховище Конвей (NCRA) – призначений для зберігання зріджених вуглеводневих газів (ЗВГ) комплекс каверн у штаті Канзас, котрий належить National Cooperative Refining Association (NCRA).
В Канзасі, котрий знаходиться між важливими районами нафтогазовидобутку та споживання, історично склався великий хаб по роботі зі зрідженими вуглеводневими газами. Він, зокрема, включає підземне сховище NCRA, особливістю якого є спеціалізація на обслуговуванні нафтопереробного заводу цієї ж компанії у Макферсоні.
ЗВГ (а також бензин) зберігають у кавернах, створених шляхом розмивання соляних відкладень формації Веллінгтон (пермський період), котрі в Канзасі мають товщину до 150 метрів та залягають на глибинах від 180 до 300 метрів. Станом на 2010 рік сховище NCRA складалось із 80 каверн (першу з них створили ще в 1952-му) та мало місткість у 4 млн барелів.
Можливо також відзначити, що у канзаському хабі діють гігантські сховища ЗВГ компаній ONEOK (в Буштоні) та Williams (у тому ж Конвеї), проте вони орієнтовані на обслуговування фракціонаторів та накопичення ресурсу для подальшої поставки у різні регіони країни.